# MG 17
MG-17 기관총은 라인메탈-보르지히 사가 독일 공군용으로 개발 및 생산한 기관총이다. 독일 공군은 이 기관총을 주로 항공기 고정 무장 탑재용으로 사용했다.

## 역사
MG17은 제2차 세계 대전 전에 생산된 독일제 항공기의 주력 고정 탑재 기관총이었지만, 1940년 즈음 보다 큰 대구경 기관총과 기관포로 바뀌기 시작했다. 1945년 즈음에는 MG17을 탑재한 항공기는 소수였다. 
MG17을 탑재한 항공기는 다음과 같은 것들이 있다.
- 메서슈미트 Bf-109
- 메서슈미트 Bf-110
- 포케불프 Fw-190
- 융커스 Ju-87
- 융커스 Ju-88C 야간전투기
- 하인켈 He-111
- 도르니에 Do-17/215 야간전투기
- 포케불프 Fw-189

이외에도 많은 독일군 군용기들과 해외 수출된 항공기에 고정 탑재되었지만, 많은 수량이 보다 대구경 무기로 교체되었다. 1944년 1월 1일 기준으로 공식 생산량은 24,271정이다.

## 같이 보기
- M1919 브라우닝 기관총
- 루이스 경기관총